# Creatinofosfoquinase

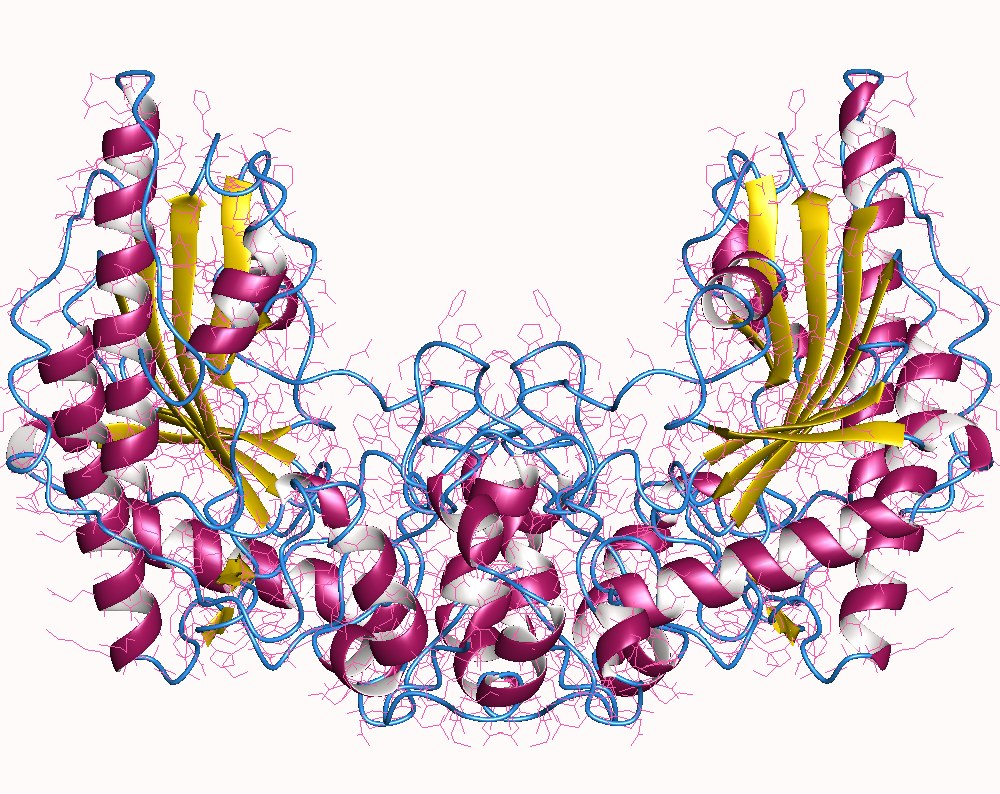
creatine kinase MM, dimer, Human

A Creatina Quinase (CK), Creatinofosfoquinase ou Creatina Fosfoquinase (CPK) é uma proteína (EC 2.7.3.2) presente em vários tecidos e tipos de célula. A CK catalisa a conversão da creatina e consome trifosfato de adenosina (ATP) para criar fosfocreatina (PCr) e difosfato de adenosina (ADP). Esta reação da enzima CK é reversível e, assim, o ATP pode ser gerado a partir de PCr e ADP.
Em tecidos e células que consomem ATP rapidamente (músculo esquelético, cérebro, fotorreceptores da retina, células ciliadas do ouvido interno, espermatozóides e músculo liso) a fosfocreatina serve como um reservatório de energia para regeneração rápida in situ, bem como para transporte de energia intracelular pelo circuito PCr. Isso torna essa enzima importante para esses tecidos.
Clinicamente, a Creatina quinase é usada em testes de sangue como um marcador do infarto do miocárdio, rabdomiólise, distrofia muscular, inflamações musculares autoimunes e falência renal aguda.

## Tipos
Nas células, as enzimas CK citosólicas consistem de duas subunidades, que podem ser tanto B (do tipo cerebral) ou M (tipo muscular). Existem, portanto, três tipos de isoenzimas: CK-MM, CK-BB e CK-MB. Os genes para essas subunidades estão localizados em diferentes cromossomos: B em 14q32 e M em 19q13. Além desses três isoformas do CK citosólico, existem outras duas isoenzimas de creatina quinase mitocondrial, as formas ubíqua e sarcomérica. A identidade funcional das duas últimas isoformas da CK mitocondrial é um octâmero, sendo cada uma constituída por quatro dímeros.
Enquanto a creatina quinase mitocondrial está diretamente envolvida na formação de fosfo-creatina do ATP mitocondrial, a CK citosólica regenera ATP a partir de ADP, usando PCr. Isso acontece em sítios intracelulares onde o ATP é usado na célula, com o CK atuando como um regenerador in situ de ATP.
| Gene           | Proteína                                                    |
| -------------- | ----------------------------------------------------------- |
| CKB            | Creatina quinase, cérebro, BB-CK                            |
| CKBE           | Creatina quinase, expressão ectópica                        |
| CKM            | Creatina quinase, músculo, MM-CK                            |
| CKMT1A, CKMT1B | Creatina quinase mitocondrial 1, ubíqua mtCK; ou umtCK      |
| CKMT2          | Creatina quinase mitocondrial 2; sarcomérica mtCK; ou smtCK |

Os padrões de isoenzimas diferem nos tecidos. O músculo esquelético expressa 98% de CK-MM e possui baixos níveis de CK-MB (1%). O miocárdio (músculo cardíaco), em contrapartida, expressa CK-MM a 70% e CK-MB a 25-30%. CK-BB é predominantemente expressado no cérebro e músculo liso, incluindo os tecidos vascular e uterino.

## Funções
A creatina quinase mitocondrial (Ckm) está presente no espaço inter-membranas da mitocôndria, onde ela regenera fosfocreatina (PCr) a partir de ATP gerado mitocondrialmente e creatina (Cr) importada do citosol. Além das duas formas de isoenzimas do CK mitocondrial, que são, ubíqua mtCK (presente em tecidos não-musculares) e sarcomérica mtCK (presente em músculos sarcoméricos), existem três isoformas do CK citosólico presentes no citosol, a depender do tecido. Enquanto o MM-CK é expressado no músculo sarcomérico (esquelético e cardíaco), o MB-CK é expressado no músculo cardíaco, e o BB-CK é expressado no músculo liso e na maioria dos tecidos não musculares. As creatinas quinase mitocondriais e citosólicas estão conectadas pelo chamado transporte ou circuito PCr/Cr. O PCr gerado pela mtCK na mitocondria é transportado para a CK citosólica que está acoplada ao ATP – processos dependentes, como por exemplo ATPases, tais quais, actiomiosina ATPase e cálcio ATPase, envolvidas na contração muscular, e ATPase sódio-potássio, envolvida na retenção de sódio pelos rins. O complexo citosólico CK aceita o PCr transportado através da célula e usa o ADP para regenerar ATP, que pode então ser usado como fonte de energia pelas ATPases (a CK é associado intimamente com as ATPases, formando um microcompartimento funcionalmente acoplado). O PCr não é somente um armazenador de energia, mas também uma forma de transporte celular de energia entre sítios subcelulares produtores de energia (ATP) - como mitocôndria e glicólise – e utilizadores de energia (ATPases). Assim, a CK melhora a contratilidade da musculatura lisa, cardíaca e esquelética, além de estar envolvida na geração de pressão sanguínea.

## Testes laboratoriais
A creatina quinase é frequentemente determinada rotineiramente em laboratório médico. Ela costumava ser determinada especificamente em pacientes com dores no peito, mas esse teste foi substituído pela troponina. Valores normais em repouso estão geralmente entre 60 e 174 IU/L, onde uma unidade é a atividade enzimática, mais especificamente a quantidade da enzima que irá catalisar 1 μmol de substrato por minuto sob condições específicas (temperatura, pH, concentração de substrato e ativadores). Esse teste não é específico para o tipo de CK que está elevado.
Altos níveis de creatina quinase no sangue pode significar tanto saúde quanto doença. A prática de exercícios aumenta o fluxo de CK na corrente sanguínea por até uma semana, e essa é a mais comum das causas do excesso dessa enzima no sangue. Além disso, grande quantidade de CK no sangue pode estar relacionada a altos níveis de creatina quinase intracelular, como em pessoas afro descendentes. Finalmente, altas taxas de CK no sangue podem ser uma indicação de danos ao tecido rico de CK, tais quais rabdomiólise, infarto do miocárdio, miosite e miocardite. Isso significa que a creatina quinase no sangue pode ser elevada devido a uma ampla variedade de condições clínicas, incluindo o uso de medicação como estatinas; disordens endócrinas como hipotiroidismo; e doenças e desordens do músculo esquelético, como hipertermia maligna e síndrome neuroléptica maligna.
Além disso, a determinação da isoenzima tem sido usada exaustivamente como uma indicação de danos ao miocárdio em ataques cardíacos. A medição da troponina tem substituído amplamente em muitos hospitais, embora alguns centros ainda contem com o CK-MB.

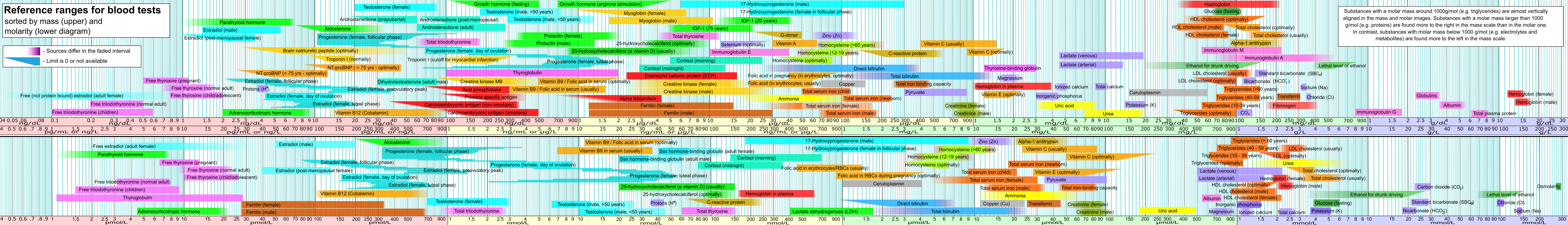
Intervalos de frequência para testes sanguíneos comparando o conteúdo de creatina quinase (em amarelo, próximo ao centro) com outros constituintes